# Coupe d’Europe 1961
Die Coupe d’Europe 1961 war der Vorläufer der ab der Saison 1962 von der FIM eingeführten 50-cm³-Klasse der Motorrad-Straßenweltmeisterschaft und wurde als Europameisterschaft ausgetragen. Europameister wurde der spätere dreifache Weltmeister Hans Georg Anscheidt aus Deutschland auf Kreidler. Insgesamt wurden acht Rennen ausgetragen.

## Punkteverteilung
| Punktewertung | Punktewertung | Punktewertung | Punktewertung | Punktewertung | Punktewertung | Punktewertung |
| ------------- | ------------- | ------------- | ------------- | ------------- | ------------- | ------------- |
| Platz         | 1             | 2             | 3             | 4             | 5             | 6             |
| Punkte        | 8             | 6             | 4             | 3             | 2             | 1             |

## Rennergebnisse
|   | Datum  | Rennen                               | Strecke        | Platz 1              | Platz 2              | Platz 3            |
| - | ------ | ------------------------------------ | -------------- | -------------------- | -------------------- | ------------------ |
| 1 | 30.04. | 3. Prix De Mouscron                  | Mouscron       | Pierrot Vervroegen   | Louis Hemptinne      | Joseph Dellelio    |
| 2 | 07.05. | Internationaler Preis des Saarlandes | St. Wendel     | Hans Georg Anscheidt | Heinrich Rosenbusch  | Wolfgang Gedlich   |
| 3 | 14.05. | 25. Großer Preis von Deutschland     | Hockenheimring | Miro Zelnik          | Hans Georg Anscheidt | Karl Kronmüller    |
| 4 | 04.06. | 3. Prijs Zolder-Centrum              | Zolder         | Hans Georg Anscheidt | Raymond Hanset       | Wolfgang Gedlich   |
| 5 | 09.07. | Großer Preis von Jugoslawien         | Opatija        | Hans Georg Anscheidt | Wolfgang Gedlich     | Stanko Stepancic   |
| 6 | 20.08. | Circuit van Zandvoort                | Zandvoort      | Hans Georg Anscheidt | Heinrich Rosenbusch  | Wolfgang Gedlich   |
| 7 | 16.09. | Prix de Bruxelles                    | Brüssel        | Wolfgang Gedlich     | Hans Georg Anscheidt | Pierrot Vervroegen |
| 8 | 15.10. | 10. Großer Preis von Saragossa       | Saragossa      | César Gracía         | Aurelio Torres       | Manuel Dato        |

## Fahrerwertung
| 1  | Hans Georg Anscheidt | Kreidler           | 44 (38) |
| 2  | Wolfgang Gedlich     | Kreidler           | 27 (26) |
| 3  | Pierrot Vervroegen   | Itom               | 12      |
| 4  | Heinrich Rosenbusch  | Tomos              | 12      |
| 5  | Miro Zelnik          | Tomos              | 10      |
| 6  | Raymond Hanset       | Kreidler           | 10      |
| 7  | César Gracía         | Ducson             | 8       |
| 8  | Louis Hemptinne      | Itom               | 6       |
| 9  | Aurelio Torres       | Derbi              | 6       |
| 10 | Joseph Dellelio      | Itom               | 6       |
| 11 | Stanko Stepancic     | Tomos              | 6       |
| 12 | Willi Scheidhauer    | Kreidler           | 6       |
| 13 | Cees van Dongen      | Dürkopp            | 5       |
| 14 | François Moisson     | Benelli / Kreidler | 5       |

| 15 | Karl Kronmüller     | Tomos           | 4 |
| 16 | Manuel Dato         | Ducson          | 4 |
| 17 | Erwin Lechner       | Tomos           | 3 |
| 18 | Cees van Koeveringe | Kreidler        | 3 |
| 19 | Pierre Kemperman    | Itom            | 3 |
| 20 | Roland Marquis      | Itom            | 2 |
| 21 | Manfred Petry       | Petry Spezial   | 2 |
| 22 | Timothy Lake        | Itom            | 2 |
| 23 | Franz Geissinger    | JLO             | 2 |
| 24 | Roby Chauderlot     | Itom / Kreidler | 2 |
| 25 | Dieter Kramer       | KDW             | 1 |
| 26 | Puma                | Ducson          | 1 |

(Punkte in Klammern inklusive Streichresultate)